# Leclercera undulata
Espèce
Synonymes
- Leclercera undulatus Wang & Li, 2013

Leclercera undulata est une espèce d'araignées aranéomorphes de la famille des Psilodercidae.

## Distribution
Cette espèce est endémique du Yunnan en Chine,. Elle se rencontre dans le xian de Malipo dans la grotte Wan à 1 475 m d'altitude.

## Description
Le mâle holotype mesure 2,50 mm et la femelle paratype 2,50 mm.

## Publication originale
- Wang & Li, 2013 : Four new species of the subfamily Psilodercinae (Araneae: Ochyroceratidae) from southwest China. Zootaxa, no 3718, p. 39-57.